# 오민
오민은 대한민국의 헤어디자이너 겸 메이크업아티스트다. 아유미, 강성연, 오윤아 화보집의 아트디렉터를 맡은 경력이 있으며 춘절만회 한국 오디션에 심사위원으로도 참가했다.

## 주요 경력
- 코디라인 대표 (1987~1990)
- 모델라인 헤어컬렉션 대표 (1990~1992)
- 오민 뷰티플랜살롱 대표 (1992~2007)
- 모델 M 대표 (2005)
- 나인애플 대표 (2007)
- 헤라서울패션위크 총괄 헤어 아트 리렉터 (2016~2017)